# 坂井秀雄
坂井 秀雄（さかい ひでお、1902年 - 1965年）は、日本の作詞家。

## 来歴
福岡県三池郡銀水村（現在の大牟田市）出身。昭和時代前・中期にかけて懸賞歌謡の分野で活動し、代表作に「熊本県民の歌」および日本交通公社選定歌「キャンプたのしや」（「干潟敏郎」名義）、千葉県我孫子市の市民音頭「かっぱ音頭」（「松島たまみ」名義）などがある。
1965年（昭和40年）没。享年64。

## 作品
特記無き場合は本名の坂井秀雄名義。

### 自治体歌等
- 熊本県民の歌（作曲：出田憲二） - 第15回熊本国体実行委員会選定。
- かっぱ音頭（補作：松井由利夫、作曲：飯田景応） - 千葉県我孫子町役場・我孫子商工会選定[2]。「松島たまみ」名義。

### 校歌
- 旧熊本県立水俣工業高等学校校歌（作曲：出田憲二）[4]
- 大牟田市立銀水小学校校歌（作曲：下川博美）[3]
- 大牟田市立玉川小学校校歌（作曲：田中正俊）[5]

### その他
- キャンプたのしや（作曲：古賀政男） - 「干潟敏郎」名義[1]。